# Loca (Álvaro Soler)
Loca è un singolo del cantautore spagnolo Álvaro Soler, pubblicato il 24 gennaio 2019 come primo estratto dalla riedizione del secondo album in studio Mar de colores.

## Video musicale
Il videoclip, girato a Tokyo, è stato pubblicato il 25 gennaio 2019 sul canale YouTube del cantante.

## Tracce
1. Loca – 3:11

## Classifiche
| Classifica (2019) | Posizione massima |
| ----------------- | ----------------- |
| Belgio (Fiandre)  | 21                |
| Paesi Bassi       | 57                |
| Polonia           | 12                |
| Svizzera          | 95                |